# Selva montana de Etiopía
La selva montana de Etiopía es una ecorregión de la ecozona afrotropical, definida por WWF, que se extiende por Etiopía, el oeste de Eritrea, el sudeste de Sudán y el noroeste de Somalia (Somalilandia). 

## Descripción
Es una ecorregión de selva lluviosa que ocupa una extensión de 248.800 kilómetros cuadrados en el macizo Etíope y los montes Itbay desde los 1.100 hasta los 1.800 m s. n. m., en áreas de Etiopía, Eritrea, Sudán y Somalia (Somalilandia).
Las precipitaciones anuales varían entre 600 y más de 1500 mm, según las zonas. La humedad es elevada. Las temperaturas máximas oscilan entre 18º y 24 °C, y las mínimas entre 12º y 15 °C.

## Flora
En esta zona se distinguen varias comunidades de plantas. 
- Kolla, es una selva abierta de baja altitud, dominada por especies de Terminalia, Commiphora, Boswellia y Acacia.
- Weyna dega se encuentra en zonas más altas y húmedas, y está dominada por coníferas como Podocarpus falcatus y Juniperus procera.
- La parte inferior de la selva de Harenna se caracteriza por una vegetación arbustiva dominada por el cafeto arábigo y cubierta por un dosel abierto de Warburgia ugandensis, Croton macrostachyus, Syzygium guineense y Podocarpus falcatus.

## Fauna
Es una ecorregión muy poco estudiada.
Entre los mamíferos presentes en la acorregión destacan la musaraña de Harenna (Crocidura harenna), el ratón Grammomys minnae, el bushbuck (Tragelaphus scriptus), el papión oliva (Papio anubis), el colobo blanco y negro (Colobus guereza), el cercopiteco verde (Cercopithecus aethiops), el duíquero gris (Sylvicapra grimmia), el facóquero oriental (Phacochoerus aethiopicus), el potamoquero rojo (Potamochoerus porcus), el hipopótamo (Hippopotamus amphibius), el caracal (Caracal caracal), el chacal dorado (Canis aureus), el chacal común (Canis mesomelas), el leopardo (Panthera pardus), el león (Panthera leo), la hiena manchada (Crocuta crocuta), el serval (Leptailurus serval), el bubal (Alcelaphus buselaphus), el dik-dik de Günther (Madoqua guentheri) y el gran kudú (Tragelaphus strepsiceros).

## Endemismos
Cuatro aves endémicas se encuentran en peligro de extinción: el francolín somalí (Francolinus ochropectus), el francolín de Harwood (Francolinus harwoodi), el turaco de Ruspoli (Tauraco ruspolii) y el serín de garganta amarilla (Serinus flavigula).
Hay dos camaleones endémicos (Chamaeleo balebicornutus y Chamaeleo harennae), dos ranas arborícolas de la familia Hyperoliidae (Afrixalus clarkei y Afrixalus enseticola), dos ranas grillo (Phrynobatrachus bottegi y Phrynobatrachus sciangallarum) y una cecilia (Sylvacaecilia grandisonae).

## Estado de conservación
En peligro crítico. Muy pocas y fragmentadas áreas conservan su estado natural.

## Protección
La protección es escasa. Pequeñas áreas de la ecorregión están contenidas en varios parques nacionales etíopes: 
- Parque Nacional del Awash
- Parque Nacional del Omo
- Parque Nacional de Nechisar